# Jarosław Popiela
Jarosław Piotr Popiela (ur. 14 maja 1974 w Tuchowie) – polski piłkarz grający na pozycji obrońcy. Karierę zakończył w 2010, po czym na krótko wznowił w 2014.
Zarówno jego brat Łukasz (ur. 1985), jak i syn Krystian (1998–2018), także zostali piłkarzami.

## Sukcesy
- Puchar Cypru: 2005/2006 z APOEL FC